# 고무정
고무정은 대한민국 전북특별자치도 진안군 동향면에 있다. 2016년 12월 28일 진안군의 향토문화유산(유형) 제7호로 지정되었다.

## 개요
1906년 건립된 고부마을 정자로, 향토사적 가치가 있음